# Ernesto Fígoli
Ernesto «Matucho» Fígoli (21 de agosto de 1888 – 26 de julio de 1951) fue un kinesiólogo de fútbol uruguayo. Como ayudante de la selección uruguaya, obtuvo dos campeonatos sudamericanos (1920 y 1926) y una medalla de oro olímpica en París 1924 siendo cocinero y masajista, también así en el triunfo de Ámsterdam 1928 y masajista y quinesiólogo en los campeonatos mundiales de 1930 y 1950. En total participó de seis victorias celestes: cuatro títulos a nivel mundial y dos sudamericanos.
Simpatizante y socio muy activo del Club Atlético Peñarol, llegó a dirigirlo e incluso fue su masajista, quinesiólogo, peluquero, barbero y cocinero. Su importancia fue tal para el fútbol uruguayo que a su velatorio, en la sede de Peñarol, concurrieron los integrantes del plantel del Club Nacional de Football a rendirle guardia de honor.

## Biografía
Acompañó como masajista a la selección de fútbol de Uruguay entre los años 1920 y 1922, en 1924 y en 1926. Obtuvo el Campeonato Sudamericano 1920 y el Campeonato Sudamericano 1926, ambos en Chile, y la medalla de oro en fútbol de los Juegos Olímpicos de París 1924.
Fígoli se refirió a la forma en que Uruguay afrontó el campeonato en París 1924: «No sabían de nosotros porque nuestros roces internacionales eran muy reducidos, y habíamos competido sólo en Río de Janeiro, Viña del Mar, Buenos Aires y Montevideo. Nos veían pequeños porque cruzamos el Atlántico en camarotes de tercera clase. No sabían que en nuestro equipo era tan importante el entrenador como el doctor y el experto en condición física. Queríamos jugar a todo ritmo los 90 minutos de cada partido. Nos concentramos en el torneo. Por eso evitamos la tentación de vivir en París y escogimos la paz del pequeño Argenteuil».
Fue ayudante técnico y hasta cocinero de la selección uruguaya que ganó la medalla de oro en los Juegos Olímpicos de Ámsterdam 1928. De oficio peluquero y barbero, también fue masajista y quinesiólogo de las selecciones uruguayas que obtuvieron la Copa Mundial de Fútbol de 1930 en Uruguay y la Copa Mundial de Fútbol de 1950 en Brasil y en los triunfos olímpicos de 1924 y 1928.
Eduardo Gutiérrez Cortinas lo describió así: «Petiso simpático, siempre de boina oscura; gordito pero ágil, no solamente hacía valer sus manos y sus masajes esenciales, para el sistema muscular y sanguíneo, sino que conquistaba por su bonhomía, sus consejos paternales, su amistad a toda prueba. Nadie sabía tanto de la intimidad de los jugadores como Matucho». 
Estuvo muy vinculado al Club Atlético Peñarol durante cuatro décadas. Allí ejerció todos sus oficios e incluso fue su director técnico. Al fallecer fue velado en la sede de Peñarol y los jugadores del Club Nacional de Football lo homenajearon con una guardia de honor.